# Avinguda Eastern Parkway
Eastern Parkway és una avinguda important que travessa una part del barri de Brooklyn de la ciutat de Nova York. El bulevard comença a la plaça Grand Army i s'estén cap a l'est, en paral·lel a l'avinguda Atlantic, al llarg de la cresta que separa el nord del sud de Long Island, fins a l'avinguda Ralph. Allí, gira cap al nord-est, seguint encara, fins que acaba en el cementiri de Evergreen, on el carrer puja sobtadament cap a una elevació situada prop de l'embassament de Ridgewood.

## Història
L'avinguda Eastern Parkway és una de les primeres avingudes del món. Segons la descripció del Departament de Parcs de la Ciutat de Nova York:
La "primera avinguda del món" va ser concebuda per Frederick Law Olmsted i Calvert Vaux en 1866. L'avinguda de Eastern Parkway va ser creada per aquests dissenyadors com un carrer enjardinat construït expressament per muntar a cavall i conduir carruatges, i servir com a accés al Parc Prospect (que també va ser dissenyat per Olmsted i Vaux). Per a aquestes finalitats, el comerç estava restringit. El bulevard va ser construït des de la plaça Grand Army fins a l'avinguda Ralph (situada al barri de Brooklyn) entre 1870 i 1874. Olmsted i Vaux tenien la intenció que l'avinguda Eastern Parkway fos el nucli del barri de Brooklyn i el centre d'un sistema interconnectat de parcs i avingudes situat a l'àrea de la ciutat de Nova York. El pla mai es va arribar a completar, però la idea de portar el camp a la ciutat va influir en la construcció d'importants parcs i avingudes en altres ciutats dels Estats Units.
L'èxit de les restriccions comercials estatutàries especials en aquesta i en altres vies urbanes va inspirar més tard esquemes de zonificació més generals a Nova York i en altres llocs. L'avinguda va ser planejada com un element important del disseny urbà per crear una amenidad per a un bon veïnat.
Igual que alguns camins posteriors en Long Island, Eastern Parkway va ser dissenyat per utilitzar la terra que estava ociosa perquè era alta, rocosa i era inadequada per a l'agricultura. La presència de la carretera, no obstant això, va fer que la zona no fos especialment desitjable per a les persones els ingressos de les quals no eren excessivament elevats i això va fer que aquestes persones s'anessin a viure a altres llocs. Així es va habitar en les dècades següents, mentre que els terrenys situats en els vessants sud i nord van continuar utilitzant-se per a l'agricultura fins al segle xx, quan es va construir la línia de metro de Eastern Parkway (les lineas 2, 3, 4 i 5) sota l'avinguda. Molts arbres al llarg de l'avinguda porten plaques commemoratives en honor dels soldats aliats caiguts en la Primera Guerra Mundial.

## Descripció de la ruta
En la part més occidental, entre la plaça Grand Army i el parc Prospect, on es creua amb el parc Prospect Oest, l'avinguda Flatbush i l'avinguda Vanderbilt, i l'avinguda Washington, el carrer consisteix en una àmplia avinguda bidireccional de sis carrils, que està separada per un terraplè d'un estret carrer paral·lel que transcorre en el costat nord. Pansa pel Museu de Brooklyn situat en aquesta zona. La secció entre les avingudes Washington i Ralph té també un carrer lateral separat per una altra mitjana. Ambdues mitjanes tenen arbres, bancs, una entrada per a l'estació de metro, i camins per als vianants, i la del sud també té un carril per a bicicletes, forma part de la via verda Brooklyn-Queens que va cap al sud des de l'extrem oest a través del parc Prospect fins a Ocean Parkway i cap a l'est des de l'extrem aquest a través del parc Forest. El bulevard passa per les avingudes Bedford, Rogers i Nostrand d'aquesta manera, per després passar davant la seu central del moviment hassídic Habad-Lubavitx i del Museu jueu per a nens situat a Crown Heights. El carrer continua cap a l'est, creuant les avingudes Utica i Ralph.
A l'est de l'Avinguda Ralph, el camí es redueix a sis carrils, dirigint-se en adreça nord-est cap a l'Avinguda Bushwick. Allí, l'avinguda es converteix oficialment en una extensió de Eastern Parkway i es corba cap al nord-est per interconnectar-se amb l'avinguda Howard, l'avinguda Atlantic, el carrer Fulton i amb Broadway. En l'Avinguda Bushwick, el carrer s'uneix amb el carrer Vanderveer, un carrer sense sortida.
Originalment, l'avinguda Eastern Parkway situada a l'est de l'avinguda Ralph continuava cap avall passant per l'avinguda Pitkin el circuit de l'aqüeducte, les adreces al llarg de l'avinguda Pitkin seguien directament des de l'avinguda Eastern Parkway. El parc de l'Est, era la llar de l'equip dels Dodgers de Brooklyn, abans de la construcció del camp Ebbets, situat al llarg de l'avinguda Pitkin quan aquesta formava part de l'avinguda Eastern Parkway.
Altres atraccions i edificis notables al llarg de l'avinguda Eastern Parkway inclouen la seu central de la Biblioteca Pública de Brooklyn, els Jardins Botànics de Brooklyn, el número 770 de l'Avinguda Eastern Parkway, el triangle de Sió, i el museu jueu per a nens. L'avinguda és la ruta de la desfilada del dia de les Índies Occidentals, una celebració festiva anual que té lloc durant el Dia del Treball.